# Landesgartenschau
Una Landesgartenschau (abreviado LGS o LaGa y traducido exposición de jardinería del estado federado) es una exposición al nivel de un estado federado en Alemania o en Austria. El objetivo de la exposición no es solo difundir la jardinería y la horticultura, sino también de elevar la calidad de vida y del clima ecológico donde tiene lugar. Por lo tanto, sirve también para objetivos de desarrollo urbano y regional.

## Baden-Wurtemberg
En Baden-Wurtemberg la primera Landesgartenschau tuvo lugar en 1980, en Ulm. Hasta el año 2000 había una große Landesgartenschau (gran exposición de jardinería del estado federado) cada aňo. Desde 2001 alterna con la kleine Landesgartenschau (pequeňa exposición de jardinería del estado federado) que se llama también Grünprojekt (proyecto verde). La mayor diferencia existe en el importe de subvención otorgada por el estado federado de Baden-Wurtemberg.